# Mogens Lassen
Mogens Lassen (Copenhague, 20 de febrero de 1901 - Copenhague, 14 de diciembre de 1987) fue un arquitecto racionalista danés. 

## Trayectoria
Nació en Copenhague en 1901, hijo de los pintores Hans Vilhelm Lassen e Ingeborg Winding. Su hermano Flemming Lassen fue también arquitecto. Estudió en la Real Academia de Bellas Artes de Dinamarca, donde se tituló en 1923. Trabajó en el estudio de Tyge Hvass entre 1925 y 1934.
Realizó una estancia en París (1927-1928), donde trabajó para la compañía danesa Christiani & Nielsen. Aquí conoció la obra de Le Corbusier, que le influyó poderosamente.
Entre sus obras destacan el conjunto de villas de Christiansholmfortet (1936) y la «casa-sistema» de Ordrupvej 70 (1937), ambas en Copenhague.
Entre 1932 y 1964 fue arquitecto de la Exposición Permanente de Copenhague.
En 1971 le fue concedida la Medalla C. F. Hansen otorgada por la Real Academia de Bellas Artes de Dinamarca.